# Teijo Nakamura
Teijo Nakamura (中村 汀女, Nakamura Teijo), de son vrai nom Nakamura Hamako (中村 破魔子) est une poétesse de haiku de l'ère Shōwa. Elle est citoyenne d'honneur de la ville de Kumamoto.

## Biographie
Teijo Nakamura naît le 11 avril 1900, fille unique de Saitō Heishirō (斉藤 平四郎) et de sa femme Tei (テイ) dans le village d'Ezu, de l'ancien district de Hōtaku, actuelle préfecture de Kumamoto.
En 1912, elle fréquente l'école secondaire de filles de la préfecture de Kumamoto et termine en 1918 le cours complémentaire du même établissement. En 1920, elle épouse Nakamura Shigeki (中村 重喜), un percepteur originaire de Kumamoto et le suit dans ses nombreux déplacements professionnels au Japon.
En 1934 elle  devient membre du cercle de la revue de haïku Hototogisu et publie son premier recueil de haïku Shunsetsu (春雪, neige de printemps).
En 1947, après la Seconde Guerre mondiale, elle fonde la revue de haiku Kazabana (風花, Flocons de neige - Fleurs dans le vent)
Teijo Nakamura admirait  Hisajo Sugita  et aurait même envoyé des lettres personnelles. Elle est nommée bunka Kōrōsha en 1980, c'est-à-dire « personne de mérite culturel ».
Elle meurt le 20 septembre 1988.